# Марк Киспий
Марк Ки́спий (лат. Marcus Cispius; I век до н. э.) — древнеримский политический деятель из плебейского рода Киспиев, народный трибун 57 года до н. э. Ярый сторонник отзыва Марка Туллия Цицерона из изгнания был после трибуната привлечён к суду клодианцами и осуждён. Смог, предположительно, продолжить карьеру после начала гражданской войны 49—45 годов до н. э.

## Биография
О происхождении и ранних годах жизни Киспия ничего не известно. В период до 57 года до н. э. он вместе со своим отцом, Луцием, и братом проиграли судебную тяжбу Марку Туллию Цицерону «по одному частному делу». В 57 году до н. э., спустя полтора месяца после вступления в должность плебейского трибуна, совместно с Квинтом Фабрицием попытался созвать народную сходку на Форуме относительно вопроса возвращения Цицерона из ссылки, но был прогнан оттуда вооружёнными наёмниками радикала Клодия. 
По истечении трибунских полномочий (между 57 и 54 годами до н. э.) Киспия привлекли к суду, инкриминировав ему незаконное соискание должности (лат. lex Tullia de ambitu); несмотря на защиту в лице того же Цицерона был осуждён и лишён места в сенате. Впрочем, если верить одной найденной надписи, Марк с занятием Рима Гаем Юлием Цезарем в начале гражданской войны, возможно, был возвращён в Италию будущим диктатором в числе прочих видных изгнанников, сумев, таким образом, продолжить политическую карьеру.
В одном из писем к Титу Помпонию Аттику, датированным 45 годом до н. э., Цицерон просит адресата и некоего Киспия позаботиться о своём долге, вызванным расторжением брака со второй супругой Публилией.